# Тростино (Смоленская область)
Тростино — деревня в Починковском районе Смоленской области России. Входит в состав Краснознаменского сельского поселения. Население — 57 жителей (2007 год). 
Расположена в центральной части области в 30 км к югу от Починка, в 12 км западнее автодороги А141 Орёл — Витебск, на берегу реки Стомять. В 12 км восточнее деревни расположена железнодорожная станция Стодолище на линии Смоленск — Рославль. 

## История
В годы Великой Отечественной войны деревня была оккупирована гитлеровскими войсками в июле 1941 года, освобождена в сентябре 1943 года.